# Oscarverleihung 2024

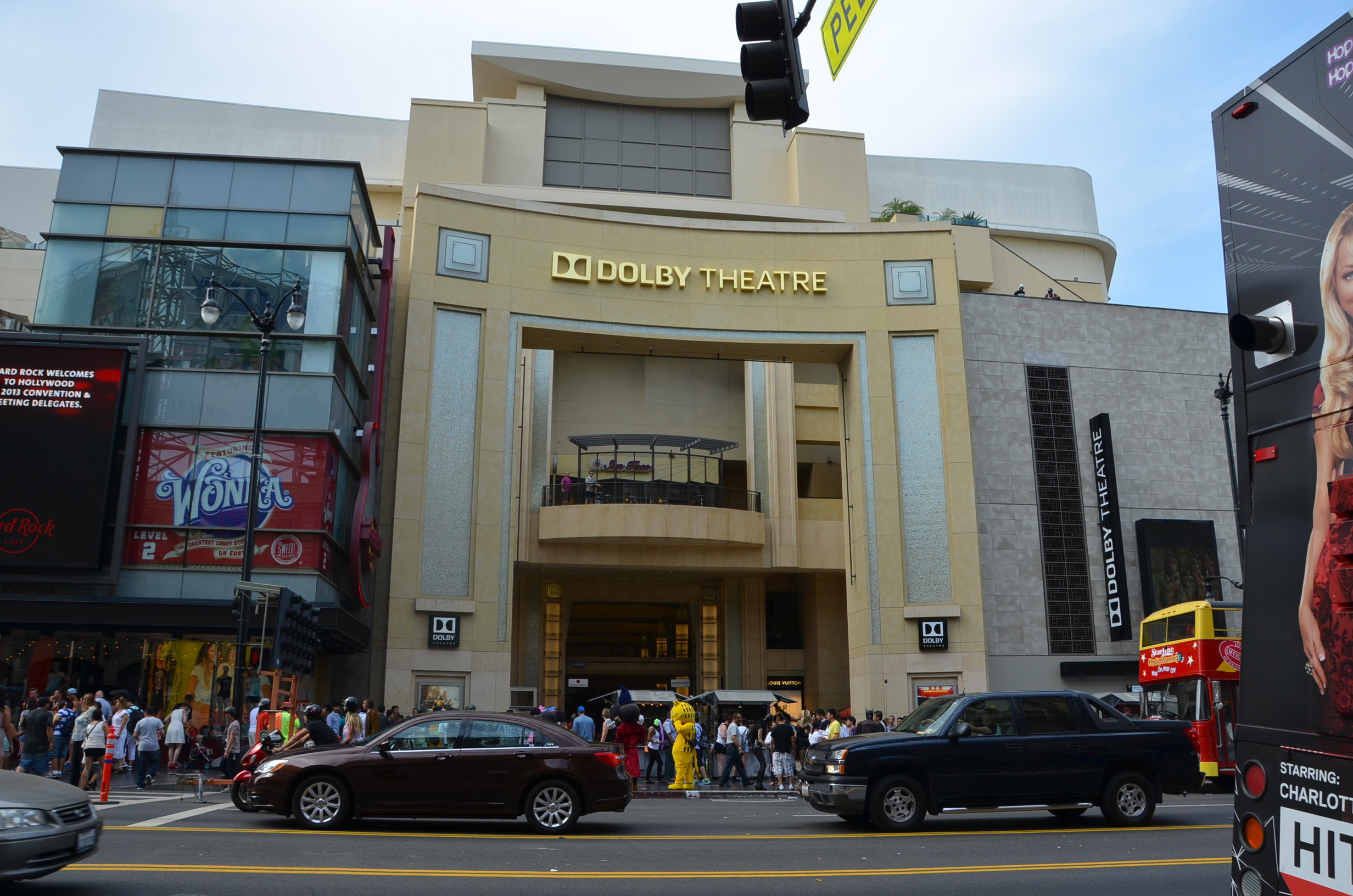
Das Dolby Theatre, Veranstaltungsort der Oscarverleihung 2024

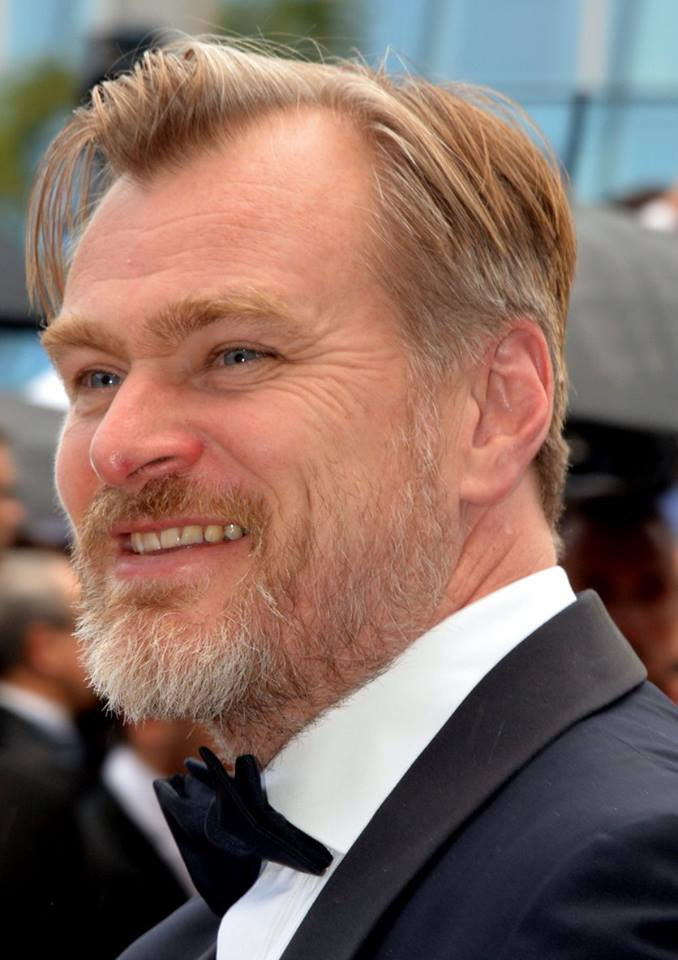
Christopher Nolan, Regisseur, Drehbuchautor und Produzent des preisgekrönten Films Oppenheimer

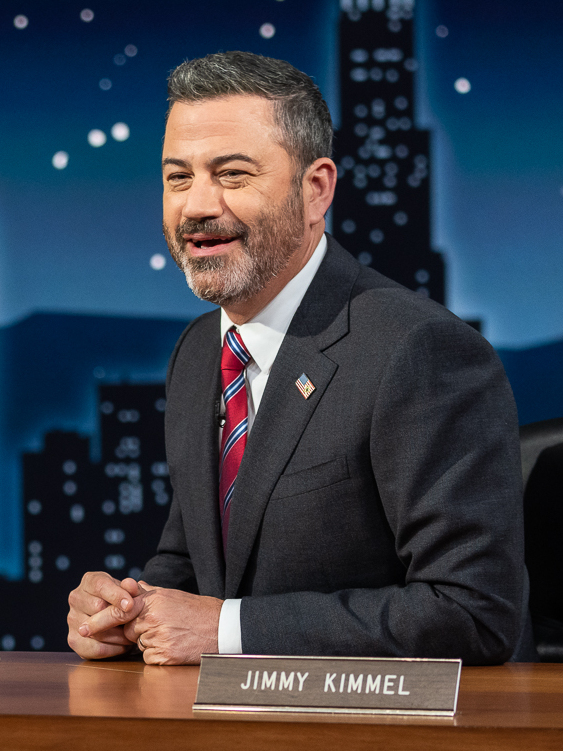
Moderator Jimmy Kimmel

Übersicht aller ausgezeichneten Filme

◄◄ | ◄ | 2020 | 2021 | 2022 | 2023 | Oscarverleihung 2024 | 2025

Weitere Ereignisse
Die 96. Verleihung der Oscars (englisch 96th Academy Awards) fand am 10. März 2024 im Dolby Theatre in Los Angeles statt. Die Academy of Motion Picture Arts and Sciences (AMPAS) ehrte dabei die aus ihrer Sicht besten Filme und Filmschaffenden des Kinojahres 2023 mit Auszeichnungen in 23 Kategorien. Zusätzlich wurden bei einer getrennt veranstalteten Gala, den Governors Awards, Ehrenpreise verliehen.
Erfolgreichster Film wurde die britisch-amerikanische Koproduktion Oppenheimer von Christopher Nolan, die im Vorfeld auch die meisten Nominierungen erhalten hatte. Das Werk triumphierte unter anderem in den Kategorien Film, Regie, Haupt- und Nebendarsteller und konnte wie schon bei den britischen BAFTA Awards insgesamt sieben seiner 13 Nominierungen in Siege umsetzen. Vier Auszeichnungen erhielt Giorgos Lanthimos’ Literaturverfilmung Poor Things, darunter der zweite Oscar für Hauptdarstellerin Emma Stone. Auf zwei Preise kam Jonathan Glazers deutschsprachiges Drama The Zone of Interest, das unter anderem als Bester internationaler Film geehrt wurde.
Unprämiert blieben die Historienfilme Killers of the Flower Moon (10 Nominierungen) von Martin Scorsese und Maestro (7) von Bradley Cooper. Mit seiner zehnten Nominierung als bester Regisseur ist Scorsese der am häufigsten nominierte noch lebende Filmschaffende in dieser Kategorie. Schauspielerin Lily Gladstone (Killers of the Flower Moon) war wiederum als erste indigene US-Amerikanerin mit einer Nominierung in der Kategorie Beste Hauptdarstellerin berücksichtigt worden. Eine postume Nominierung wurde dem verstorbenen Filmkomponisten Robbie Robertson (Killers of the Flower Moon) zuteil, während sein Berufskollege John Williams (Indiana Jones und das Rad des Schicksals) zum 54. Mal für den Preis nominiert war. Die Oscar-Nominierungen waren am 23. Januar 2024 durch Zazie Beetz und Jack Quaid bekanntgegeben worden. Vor Bekanntgabe der Nominierungen waren im Dezember 2023 Shortlists für zehn Kategorien veröffentlicht worden. Für die Nominierung als bester Animationsfilm kamen 33 Filme in Frage, aus denen schließlich fünf ausgewählt wurden, darunter nach massiver Kritik am Auswahlverfahren seit der Einführung der Rubrik zum Beginn des Jahrtausends, das insbesondere viele herausragende japanische Animes unberücksichtigt gelassen hatte, auch der spätere Sieger Der Junge und der Reiher aus Japan.
Aus deutscher Sicht hatte die Schauspielerin Sandra Hüller für ihre Hauptrolle in dem Justizdrama Anatomie eines Falls Chancen auf einen Oscar. Sie war die erste Deutsche seit Luise Rainer (1938 für Die gute Erde geehrt), der eine Nominierung in dieser Kategorie zuteilwurde. Zuletzt war mit Maximilian Schell (1962 für seine Hauptrolle in Urteil von Nürnberg ausgezeichnet) ein Künstler aus dem deutschsprachigen Raum in der Hauptdarsteller-Kategorie erfolgreich. Ebenfalls nominiert als Bester internationaler Film waren der deutsche Beitrag Das Lehrerzimmer von İlker Çatak und die japanische Einreichung Perfect Days von Wim Wenders.
Der US-amerikanische Fernsehsender ABC strahlte die Preisverleihung in über 200 Länder und Gebiete weltweit aus. Als Moderator wurde im November 2023 Jimmy Kimmel präsentiert, der die Oscarverleihung bereits 2017, 2018 und 2023 moderiert hatte.
| Film                                           | N  | A |
| ---------------------------------------------- | -- | - |
| Oppenheimer                                    | 13 | 7 |
| Poor Things                                    | 11 | 4 |
| Killers of the Flower Moon                     | 10 | 0 |
| Barbie                                         | 08 | 1 |
| Maestro                                        | 07 | 0 |
| The Zone of Interest                           | 05 | 2 |
| Amerikanische Fiktion                          | 05 | 1 |
| Anatomie eines Falls                           | 05 | 1 |
| The Holdovers                                  | 05 | 1 |
| Napoleon                                       | 03 | 0 |
| The Creator                                    | 02 | 0 |
| Mission: Impossible – Dead Reckoning Teil Eins | 02 | 0 |
| Nyad                                           | 02 | 0 |
| Past Lives – In einem anderen Leben            | 02 | 0 |
| Die Schneegesellschaft                         | 02 | 0 |

## Preisträger und Nominierte

### Bester Film
präsentiert von Al Pacino
Oppenheimer – Produktion: Christopher Nolan, Charles Roven und Emma Thomas
- Amerikanische Fiktion (American Fiction) – Produktion: Cord Jefferson, Jermaine Johnson, Nikos Karamigios und Ben LeClair
- Anatomie eines Falls (Anatomie d’une chute) – Produktion: Marie-Ange Luciani und David Thion
- Barbie – Produktion: Tom Ackerley, Robbie Brenner, David Heyman und Margot Robbie
- The Holdovers – Produktion: Mark Johnson
- Killers of the Flower Moon – Produktion: Dan Friedkin, Daniel Lupi, Martin Scorsese und Bradley Thomas
- Maestro – Produktion: Fred Berner, Bradley Cooper, Amy Durning, Kristie Macosko Krieger und Steven Spielberg
- Past Lives – In einem anderen Leben (Past Lives) – Produktion: David Hinojosa, Pamela Koffler und Christine Vachon
- Poor Things – Produktion: Ed Guiney, Giorgos Lanthimos, Andrew Lowe und Emma Stone
- The Zone of Interest – Produktion: James Wilson

### Beste Regie
präsentiert von Steven Spielberg
Christopher Nolan – Oppenheimer
- Jonathan Glazer – The Zone of Interest
- Giorgos Lanthimos – Poor Things
- Martin Scorsese – Killers of the Flower Moon
- Justine Triet – Anatomie eines Falls (Anatomie d’une chute)

### Bester Hauptdarsteller
präsentiert von Nicolas Cage, Brendan Fraser, Ben Kingsley, Matthew McConaughey und Forest Whitaker
Cillian Murphy – Oppenheimer
- Bradley Cooper – Maestro
- Colman Domingo – Rustin
- Paul Giamatti – The Holdovers
- Jeffrey Wright – Amerikanische Fiktion (American Fiction)

### Beste Hauptdarstellerin
präsentiert von Sally Field, Jessica Lange, Jennifer Lawrence, Charlize Theron und Michelle Yeoh
Emma Stone – Poor Things
- Annette Bening – Nyad
- Lily Gladstone – Killers of the Flower Moon
- Sandra Hüller – Anatomie eines Falls (Anatomie d’une chute)
- Carey Mulligan – Maestro

### Bester Nebendarsteller
präsentiert von Mahershala Ali, Ke Huy Quan, Tim Robbins, Sam Rockwell und Christoph Waltz
Robert Downey Jr. – Oppenheimer
- Sterling K. Brown – Amerikanische Fiktion (American Fiction)
- Robert De Niro – Killers of the Flower Moon
- Ryan Gosling – Barbie
- Mark Ruffalo – Poor Things

### Beste Nebendarstellerin
präsentiert von Jamie Lee Curtis, Regina King, Rita Moreno, Lupita Nyong’o und Mary Steenburgen
Da’Vine Joy Randolph – The Holdovers
- Emily Blunt – Oppenheimer
- Danielle Brooks – Die Farbe Lila (The Color Purple)
- America Ferrera – Barbie
- Jodie Foster – Nyad

### Bestes Originaldrehbuch
präsentiert von Melissa McCarthy und Octavia Spencer
Arthur Harari und Justine Triet – Anatomie eines Falls (Anatomie d’une chute)
- Samy Burch (Drehbuch) nach einer Geschichte von Samy Burch und Alex Mechanik – May December
- Bradley Cooper und Josh Singer – Maestro
- David Hemingson – The Holdovers
- Celine Song – Past Lives – In einem anderen Leben (Past Lives)

### Bestes adaptiertes Drehbuch
präsentiert von Melissa McCarthy und Octavia Spencer
Cord Jefferson – Amerikanische Fiktion (American Fiction)
- Noah Baumbach und Greta Gerwig – Barbie
- Jonathan Glazer – The Zone of Interest
- Tony McNamara – Poor Things
- Christopher Nolan – Oppenheimer

### Beste Kamera
präsentiert von Zendaya
Hoyte van Hoytema – Oppenheimer
- Edward Lachman – El Conde
- Matthew Libatique – Maestro
- Rodrigo Prieto – Killers of the Flower Moon
- Robbie Ryan – Poor Things

### Bestes Szenenbild
präsentiert von Michael Keaton und Catherine O’Hara
Shona Heath, Zsuzsa Mihalek und James Price – Poor Things
- Jack Fisk und Adam Willis – Killers of the Flower Moon
- Sarah Greenwood und Katie Spencer – Barbie
- Elli Griff und Arthur Max – Napoleon
- Ruth De Jong und Claire Kaufman – Oppenheimer

### Bestes Kostümdesign
präsentiert von John Cena
Holly Waddington – Poor Things
- David Crossman und Janty Yates – Napoleon
- Jacqueline Durran – Barbie
- Ellen Mirojnick – Oppenheimer
- Jacqueline West – Killers of the Flower Moon

### Bestes Make-up und beste Frisuren
präsentiert von Michael Keaton und Catherine O’Hara
Mark Coulier, Nadia Stacey und Josh Weston – Poor Things
- Luisa Abel – Oppenheimer
- Suzi Battersby, Ashra Kelly-Blue und Karen Hartley Thomas – Golda – Israels Eiserne Lady (Golda)
- Kay Georgiou, Lori McCoy-Bell und Kazuhiro Tsuji – Maestro
- Ana López-Puigcerver, David Martí und Montse Ribé – Die Schneegesellschaft (La sociedad de la nieve)

### Beste Filmmusik
präsentiert von Cynthia Erivo und Ariana Grande
Ludwig Göransson – Oppenheimer
- Jerskin Fendrix – Poor Things
- Laura Karpman – Amerikanische Fiktion (American Fiction)
- Robbie Robertson (posthum) – Killers of the Flower Moon
- John Williams – Indiana Jones und das Rad des Schicksals (Indiana Jones and the Dial of Destiny)

### Bester Song
präsentiert von Cynthia Erivo und Ariana Grande
What Was I Made For? aus Barbie – Billie Eilish und Finneas O’Connell
- The Fire Inside aus Flamin’ Hot – Diane Warren
- I’m Just Ken aus Barbie – Mark Ronson und Andrew Wyatt
- It Never Went Away aus American Symphony – Jon Batiste und Dan Wilson
- Wahzhazhe (A Song for My People) aus Killers of the Flower Moon – Scott George

### Bester Schnitt
präsentiert von Danny DeVito und Arnold Schwarzenegger
Jennifer Lame – Oppenheimer
- Yorgos Mavropsaridis – Poor Things
- Thelma Schoonmaker – Killers of the Flower Moon
- Laurent Sénéchal – Anatomie eines Falls (Anatomie d’une chute)
- Kevin Tent – The Holdovers

### Bester Ton
präsentiert von John Mulaney
Johnnie Burn und Tarn Willers – The Zone of Interest
- Erik Aadahl, Tom Ozanich, Ethan Van der Ryn, Ian Voigt und Dean A. Zupancic – The Creator
- Chris Burdon, James H. Mather, Chris Munro und Mark Taylor – Mission: Impossible – Dead Reckoning Teil Eins (Mission: Impossible – Dead Reckoning Part One)
- Willie D. Burton, Richard King, Kevin O’Connell und Gary A. Rizzo – Oppenheimer
- Richard King, Steven A. Morrow, Tom Ozanich, Jason Ruder und Dean A. Zupancic – Maestro

### Beste visuelle Effekte
präsentiert von Danny DeVito und Arnold Schwarzenegger
Tatsuji Nojima, Kiyoko Shibuya, Masaki Takahashi und Takashi Yamazaki – Godzilla Minus One (ゴジラ-1.0)
- Theo Bialek, Stéphane Ceretti, Alexis Wajsbrot und Guy Williams – Guardians of the Galaxy Vol. 3
- Simone Coco, Neil Corbould, Charley Henley und Luc-Ewen Martin-Fenouillet – Napoleon
- Simone Coco, Neil Corbould, Jeff Sutherland und Alex Wuttke – Mission: Impossible – Dead Reckoning Teil Eins (Mission: Impossible – Dead Reckoning Part One)
- Ian Comley, Jay Cooper, Neil Corbould und Andrew Roberts – The Creator

### Bester Animationsfilm
präsentiert von Chris Hemsworth und Anya Taylor-Joy
Der Junge und der Reiher (君たちはどう生きるか) – Hayao Miyazaki und Toshio Suzuki
- Elemental – Denise Ream und Peter Sohn
- Nimona – Nick Bruno, Troy Quane, Karen Ryan und Julie Zackary
- Robot Dreams – Pablo Berger, Ibón Cormenzana, Ignasi Estapé und Sandra Tapia Díaz
- Spider-Man: Across the Spider-Verse – Phil Lord, Christopher Miller, Amy Pascal, Kemp Powers und Justin K. Thompson

### Bester animierter Kurzfilm
präsentiert von Chris Hemsworth und Anya Taylor-Joy
War Is Over! Inspired by the Music of John & Yoko – Brad Booker und Dave Mullins
- Brief an ein Schwein (Letter to a Pig) – Amit R. Gicelter und Tal Kantor
- Dickhäuter (Pachyderme) – Stéphanie Clément und Marc Rius
- Ninety-Five Senses – Jared Hess und Jerusha Hess
- Our Uniform – Yegane Moghaddam

### Bester Kurzfilm
präsentiert von Issa Rae und Ramy Youssef
Ich sehe was, was du nicht siehst (The Wonderful Story of Henry Sugar) – Wes Anderson und Steven Rales
- The After – Nicky Bentham und Misan Harriman
- Red, White and Blue – Nazrin Choudhury und Sara McFarlane
- Ridder Lykke (Knight of Fortune) – Lasse Lyskjær Noer und Christian Norlyk
- Unbesiegbar (Invincible) – Samuel Caron und Vincent René-Lortie

### Bester Dokumentarfilm
präsentiert von America Ferrera und Kate McKinnon
20 Tage in Mariupol (20 днів у Маріуполі, 20 dniw u Mariupoli) – Raney Aronson-Rath, Mstyslaw Tschernow und Michelle Mizner
- Bobi Wine: The People’s President – John Battsek, Moses Bwayo und Christopher Sharp
- To Kill a Tiger – David Oppenheim, Nisha Pahuja und Cornelia Principe
- Olfas Töchter (Les filles d’Olfa) – Kaouther Ben Hania und Nadim Cheikhrouha
- Die unendliche Erinnerung (La memoria infinita) – Maite Alberdi

### Bester Dokumentar-Kurzfilm
präsentiert von America Ferrera und Kate McKinnon
The Last Repair Shop – Kris Bowers und Ben Proudfoot
- Das ABC des Buchverbots (The ABCs of Book Banning) – Trish Adlesic und Sheila Nevins
- The Barber of Little Rock – John Hoffman und Christine Turner
- Island in Between (金門) – S. Leo Chiang und Jean Tsien
- Nǎi Nai & Wài Pó – Sam A. Davis und Sean Wang

### Bester internationaler Film
präsentiert von Bad Bunny und Dwayne Johnson
The Zone of Interest, Vereinigtes Königreich – Regie: Jonathan Glazer
- Ich Capitano (Io capitano), Italien – Regie: Matteo Garrone
- Das Lehrerzimmer, Deutschland – Regie: İlker Çatak
- Perfect Days, Japan – Regie: Wim Wenders
- Die Schneegesellschaft (La sociedad de la nieve), Spanien – Regie: J. A. Bayona

## In Memoriam
Wie in jedem Jahr gedachte die Academy auch wieder ihrer im Verlauf des vorigen Jahres verstorbenen Mitglieder. Aus aktuellem Anlass – durch dessen erst wenige Wochen zuvor erfolgten Tod – und in Erinnerung an den im Vorjahr ausgezeichneten besten Dokumentarfilm über Alexei Nawalny stellte die Academy eine Erinnerung an ihn ihrem Gedenken an die eigenen Verstorbenen voran. Erinnert wurde sodann an:
- Michael Gambon
- Norman Jewison
- Harry Belafonte
- Cynthia Weil
- Bill Lee
- Michael Latt
- Diana Giorgiutti
- Alan Arkin
- Nitin Chandrakant Desai
- Bo Goldman
- Norman Reynolds
- Julian Sands
- Mark Gustafson
- Andre Braugher
- Chita Rivera
- Tom Wilkinson
- Glynis Johns
- Jane Birkin
- Paul Reubens
- Piper Laurie
- Richard Roundtree
- Ryan O’Neal
- Ryūichi Sakamoto
- Robbie Robertson
- Dewitt L. Sage Jr.
- Margaret Riley
- Hengameh Panahi
- Nancy Buirski
- Sue Marx
- Peter Berkos
- Osvaldo Desideri
- Joanna Merlin
- Erik Lomis
- Glenn Farr
- Leon Ichaso
- Robert M. Young
- Greg Morrison
- Jake Bloom
- Matthew Perry
- John Bailey
- Richard Lewis
- Edward Marks
- John Refoua
- Lawrence Turman
- Lee Sun-kyun
- Arthur Schmidt
- Bill Butler
- Carl Weathers
- William Friedkin
- Glenda Jackson
- Tina Turner
- Kenneth Anger
- Norma Barzman

Da in den letzten Jahren die Zahl der Mitglieder deutlich erhöht wurde, reichte das übliche Gedenken nicht mehr aus. Am Ende des Abschnitts erschien eine Collage weiterer Namen von Verstorbenen auf der Hauptleinwand des Theaters: Norma Barzman, Léa Garcia, Jenne Casarotto, Jamie Christopher, Terence Davies, Carl Davis, Arlene Donovan, Peter Werner, Daniel Goldberg, Elisha Birnbaum, Ross McDonnell, Nancy Green-Keyes, Shecky Greene, Matthew A. Sweeney, Gary O. Martin, William F. Matthews, John Hamlin, Mo Henry, Barry Humphries, Ron Cephas Jones, Robert Klane, Daniel Langlois, Norman Lear, Michael Lerner, Lance Reddick, Jess Search, Tom Smothers, Suzanne Somers, David McCallum, Cormac McCarthy, Ernst F. Goldschmidt, Norman Steinberg, Frances Sternhagen, Ray Stevenson, Don Murray, Sinéad O’Connor, Conrad Palmisano, Cilia van Dijk, Steven Weisberg, Frederic Forrest, George Maharis, Paolo Taviani, Kevin Turen, Paxton Whitehead, Treat Williams, Ian Wingrove und Burt Young.

## Ehrenoscars
Die vom Board of Governors der AMPAS bestimmten Ehrenpreisträger sollten ursprünglich im Rahmen der Governors Awards am 18. November 2023 im Luxushotel Fairmont Century Plaza in Los Angeles ausgezeichnet werden. Aufgrund des Streiks von Schauspielern und Drehbuchautoren wurde die Verleihung auf den 9. Januar 2024 verschoben. Die Bekanntgabe erfolgte am 26. Juni 2023:
- Angela Bassett – US-amerikanische Schauspielerin (zwei Oscar-Nominierungen 1994 für Tina – What’s Love Got to Do with It? und 2023 für Black Panther: Wakanda Forever)
- Mel Brooks – US-amerikanischer Filmemacher und Schauspieler (Drehbuch-Preisträger 1969 für Frühling für Hitler, zwei weitere Nominierungen 1975)
- Carol Littleton – US-amerikanische Filmeditorin (nominiert 1983 für E.T. – Der Außerirdische)

Darüber hinaus wurde Michelle Satter der Jean Hersholt Humanitarian Award zuerkannt. Sie begründete vor über 40 Jahren die Sundance Institute’s Artist Programs, aus denen bekannte Regisseure und Drehbuchautoren, darunter spätere Oscar-Preisträger wie Quentin Tarantino, Taika Waititi oder Chloé Zhao, hervorgingen.

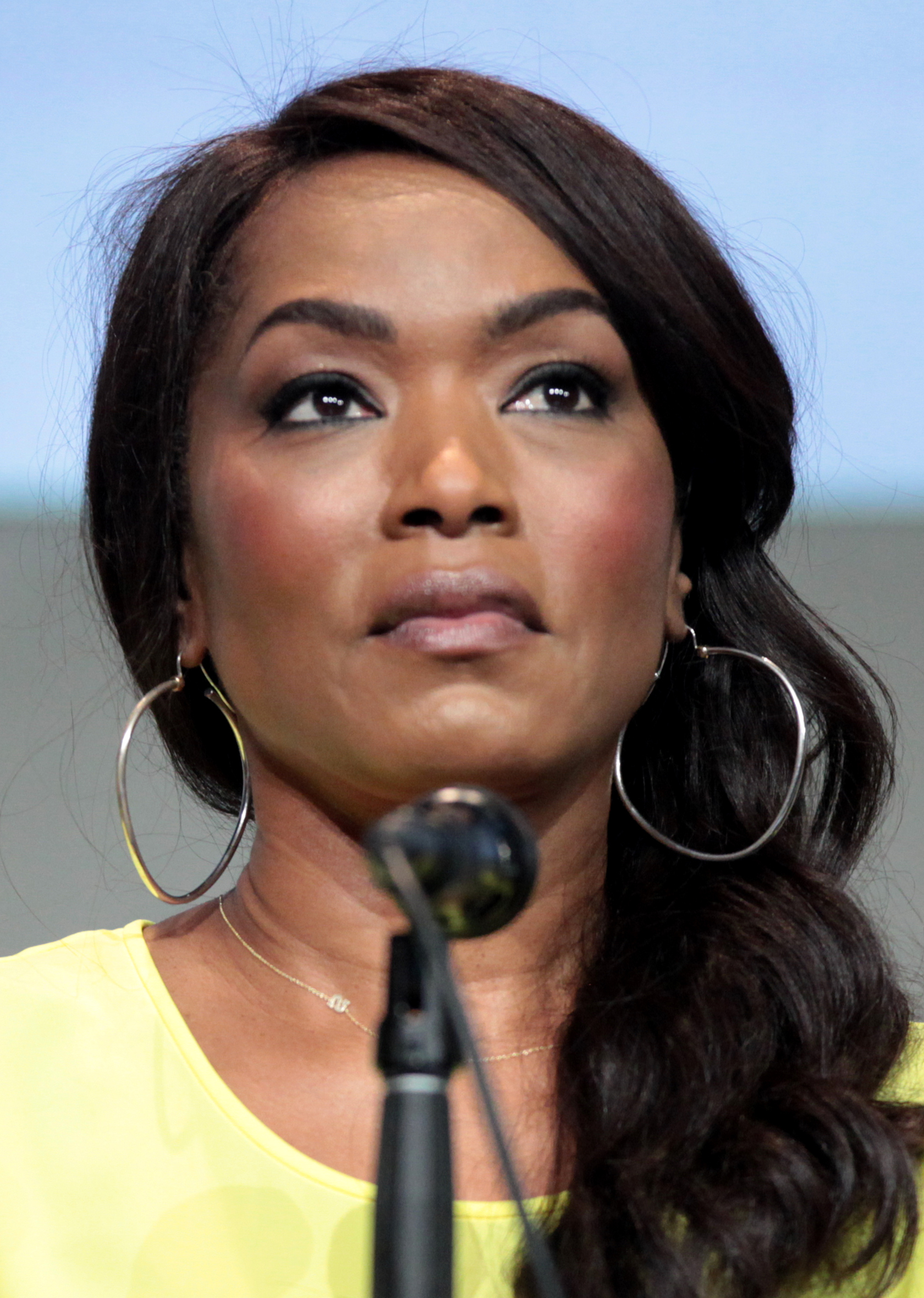
Angela Bassett (2015)
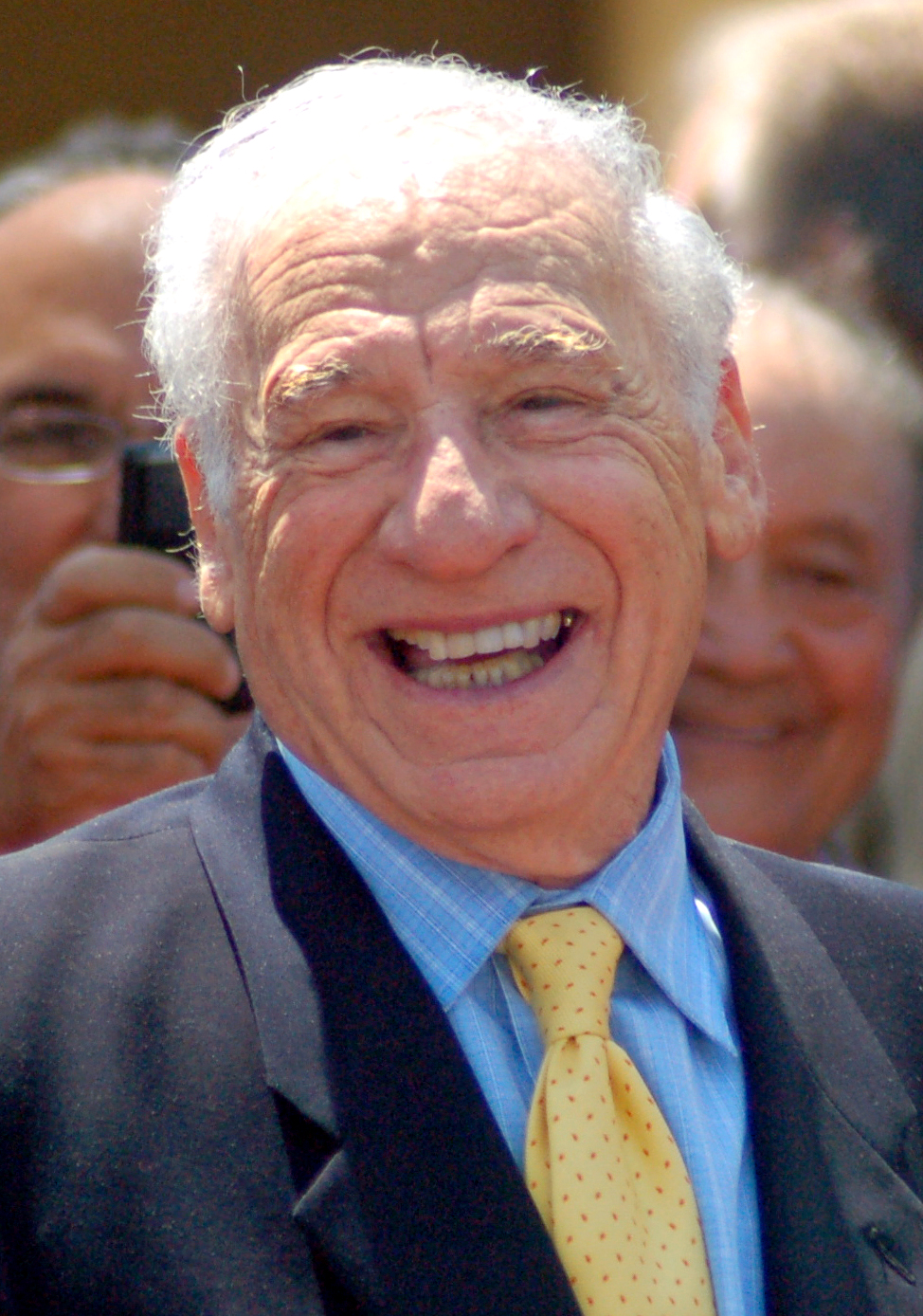
Mel Brooks (2010)

## Eckdaten
Die Eckdaten zur 96. Oscarverleihung im Überblick:
| Datum                 | Ereignis |
| --------------------- | --- |
| 15. November 2023     | Ende der Einreichungsfrist für allgemeine Teilnahmekategorien                                                                  |
| 14.–18. Dezember 2023 | Vorabstimmung |
| 21. Dezember 2023     | Veröffentlichung der Oscar-Shortlists                                                                                          |
| 31. Dezember 2023     | Ende des Qualifikationszeitraums für Filme                                                                                     |
| 9. Januar 2024        | Governors Awards (Vergabe der Ehrenoscars, ursprünglich vorgesehen für den 18. November 2023, aufgrund des Streiks verschoben) |
| 11.–16. Januar 2024   | Abstimmung über die Oscar-Nominierungen                                                                                        |
| 23. Januar 2024       | Bekanntgabe der Oscar-Nominierungen                                                                                            |
| 12. Februar 2024      | Galadinner der Oscar-nominierten Personen (Oscar Nominees Luncheon)                                                            |
| 22. Februar 2024      | Beginn der finale Abstimmung über die Oscar-Preisträger                                                                        |
| 23. Februar 2024      | Vergabe der Auszeichnungen für Wissenschaft und Technik                                                                        |
| 27. Februar 2024      | Ende der finalen Abstimmung über die Oscar-Preisträger                                                                         |
| 10. März 2024         | 96. Oscarverleihung |